# Ga Chungjeongno
Ga Chungjeongno (Đại học Kyonggi) (Tiếng Hàn: 충정로(경기대 입구)역, Hanja: 忠正路(京畿大入口)驛) là ga trung chuyển trên Tàu điện ngầm Seoul tuyến 2 và Tàu điện ngầm vùng thủ đô Seoul tuyến 5 nằm ở Chungjeong-ro 3-ga, Seodaemun-gu, Seoul, Hàn Quốc.

## Lịch sử
- 30 tháng 6 năm 1983: Tên ga được quyết định là Ga Chungjeongno [4]
- 22 tháng 5 năm 1984: Khai trương tàu điện ngầm Seoul tuyến 2 giữa Đại học Quốc gia Seoul ~ Euljiro 1(il)-ga (6 lối ra)
- 30 tháng 12 năm 1996: Trở thành ga trung chuyển với việc mở Tàu điện ngầm Seoul tuyến 5 (mở rộng thành 10 lối ra)

## Bố trí ga

### Tuyến số 2 (B3F)
| Ahyeon ↑                 |
| Vòng trong Vòng ngoài \| |
| ↓ Tòa thị chính          |

| Vòng ngoài | ●Tuyến 2 | ← Hướng đi Sinchon · Đại học Hongik · Văn phòng Yeongdeungpo-gu · Sindorim |
| Vòng trong | ●Tuyến 2 | → Hướng đi Tòa thị chính · Euljiro 3(sam)-ga · Sindang · Seongsu →         |

| Tuyến và hướng                 | Chuyển tuyến nhanh |
| ------------------------------ | ------------------ |
| Tuyến 2 (Vòng trong) → Tuyến 5 | 7-2, 9-1           |
| Tuyến 2 (Vòng ngoài) → Tuyến 5 | 2-4, 4-3           |

### Tuyến số 5 (B5F)
| Aeogae ↑    |
| E/B W/B \|  |
| ↓ Seodaemun |

| Hướng Tây  | ●Tuyến 5 | ← Hướng đi Gongdeok · Yeouido · Sân bay Quốc tế Gimpo · Banghwa                                 |
| Hướng Đông | ●Tuyến 5 | → Hướng đi Gwanghwamun · Công viên Lịch sử và Văn hóa Dongdaemun · Hanam Geomdansan · Macheon → |

| Tuyến và hướng                                       | Chuyển tuyến nhanh |
| ---------------------------------------------------- | ------------------ |
| Tuyến 5 (Hướng Banghwa) → Tuyến 2                    | 4-1, 6-1           |
| Tuyến 5 (Hướng Hannam Geomdansan, Macheon) → Tuyến 2 | 3-3, 5-3           |

## Xung quanh nhà ga
| Lối ra \| 나가는 곳 \| Exit \| 出口 | Lối ra \| 나가는 곳 \| Exit \| 出口 |
| ----------------------------------- | --- |
| 1                                   | Giao lộ Chungjeongrosamgeori Chong Kun Dang |
| 2                                   | Chungjeongno 3-ga |
| 3                                   | Văn phòng cấp nước Seoul Đại sứ quán Pháp tại Hàn Quốc                                                                                         |
| 4                                   | Công viên lịch sử Seosomun Nhật báo kinh tế Hàn Quốc Sauiju-ro 2-ga Hướng Nhà thờ Công giáo Jungrim-dong Yakhyeon                              |
| 5                                   | Jungnim-dong Trường tiểu học Seoul Bongnae Công viên thể thao Son Ki-jeong                                                                     |
| 6                                   | Ahyeon-dong Trung tâm dịch vụ dân sự văn phòng nhà máy nước Seoul (Khu vực phía tây, khu vực trung tâm) Trung tâm mua sắm nội thất Ahyeon-dong |
| 7                                   | Bukahyeon-dong Trung tâm mua sắm nội thất Ahyeon-dong Trụ sở chính Trung tâm phiên dịch ngôn ngữ ký hiệu Seoul                                 |
| 8                                   | Đại học Kyonggi Tòa nhà văn phòng Dong-a Ilbo Khu vực Chungjeongno                                                                             |
| 9                                   | Hap-dong Trường tiểu học Seoul Midong Hướng giao lộ Seodaemunsageori                                                                           |
| 10                                  | Giao lộ Chungjeongrosamgeori Chong Kun Dang |

## Hình ảnh

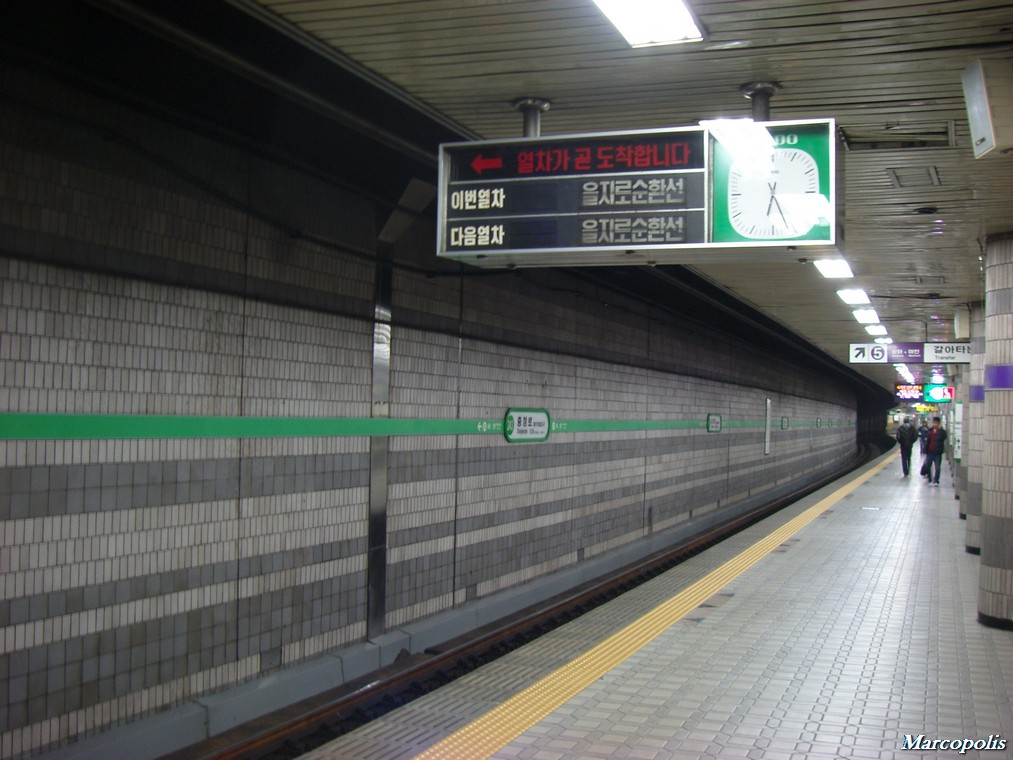
Ga Chungjeongno 1
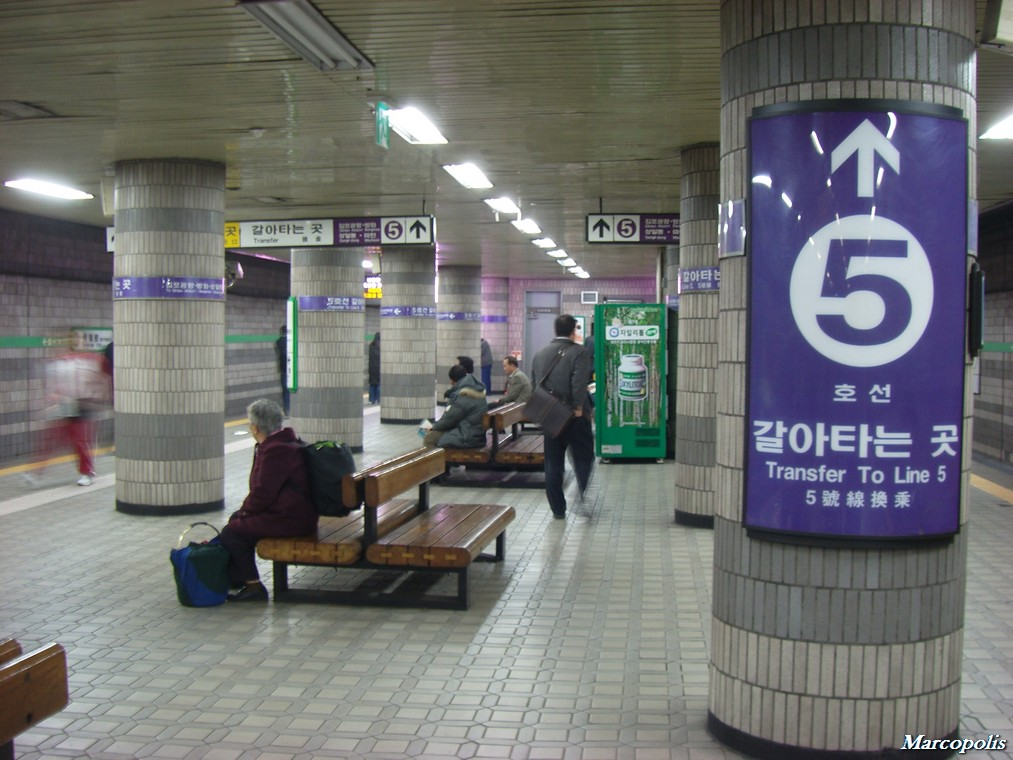
Ga Chungjeongno 2
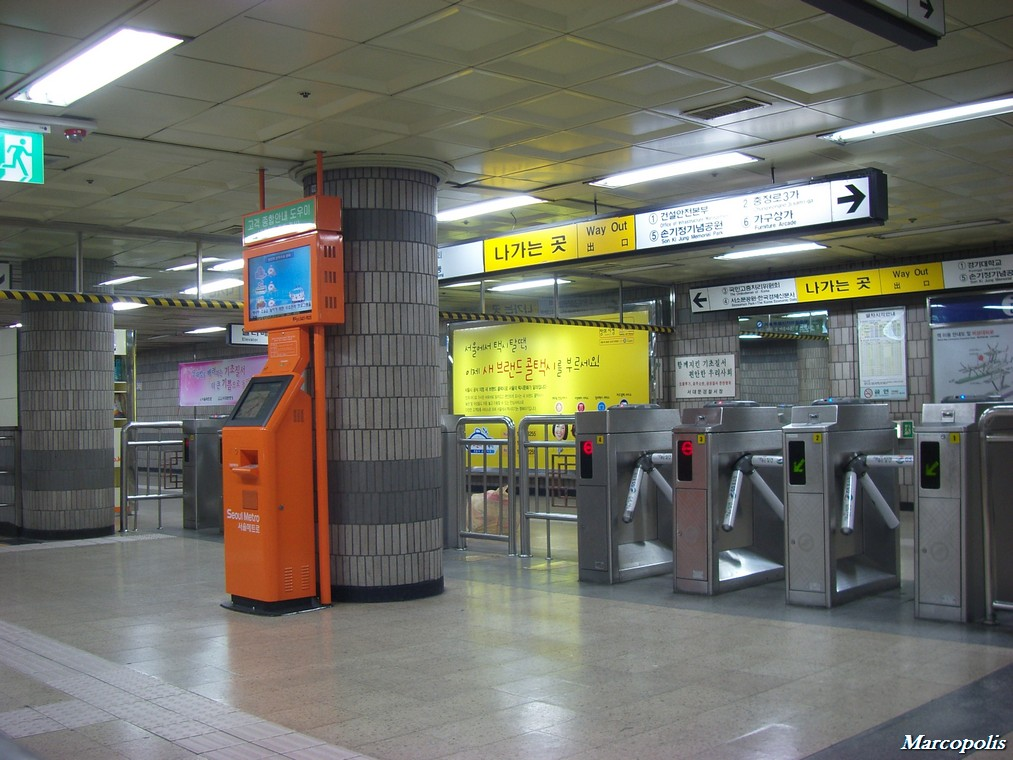
Ga Chungjeongno 3
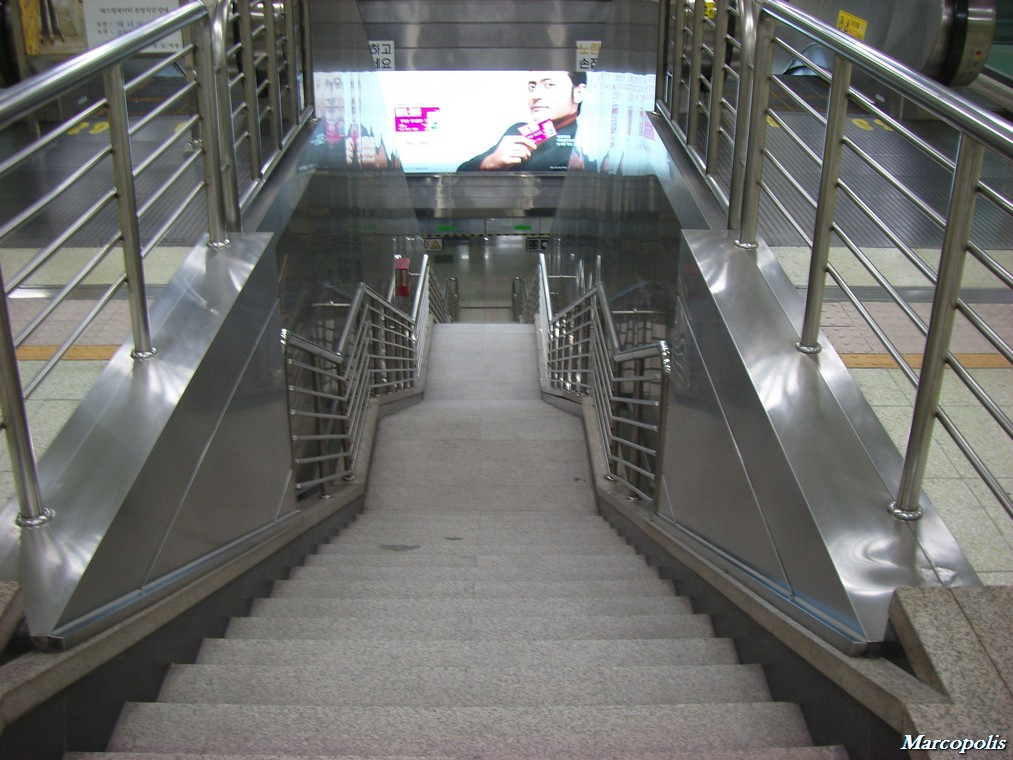
Ga Chungjeongno 4
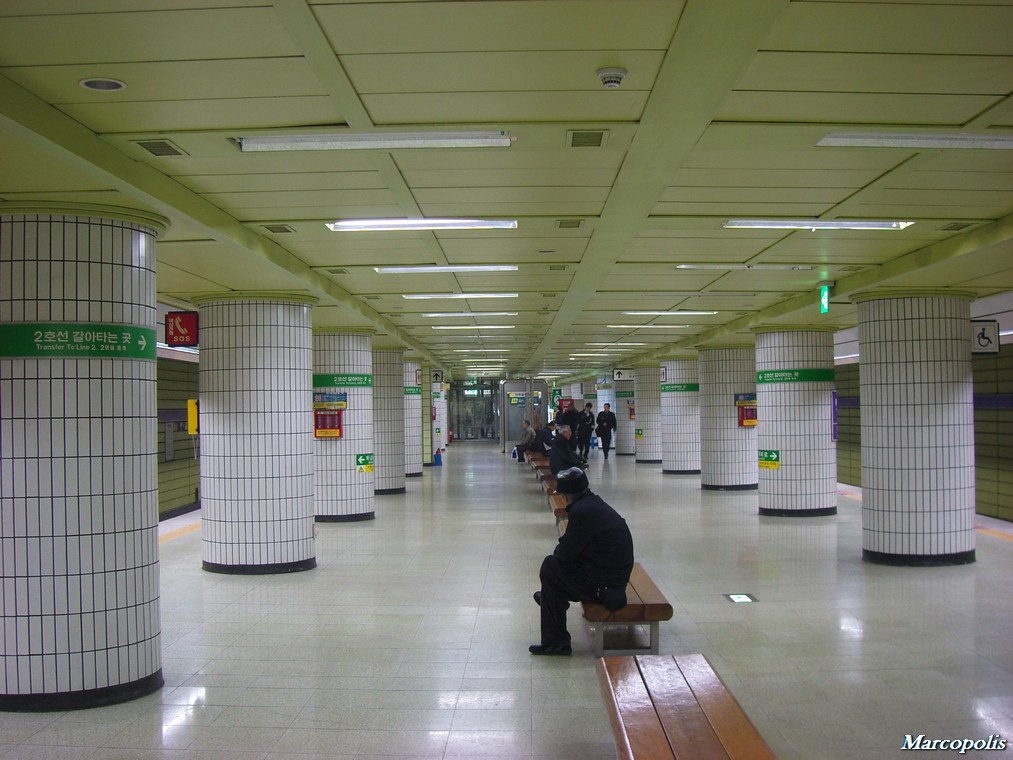
Ga Chungjeongno 5
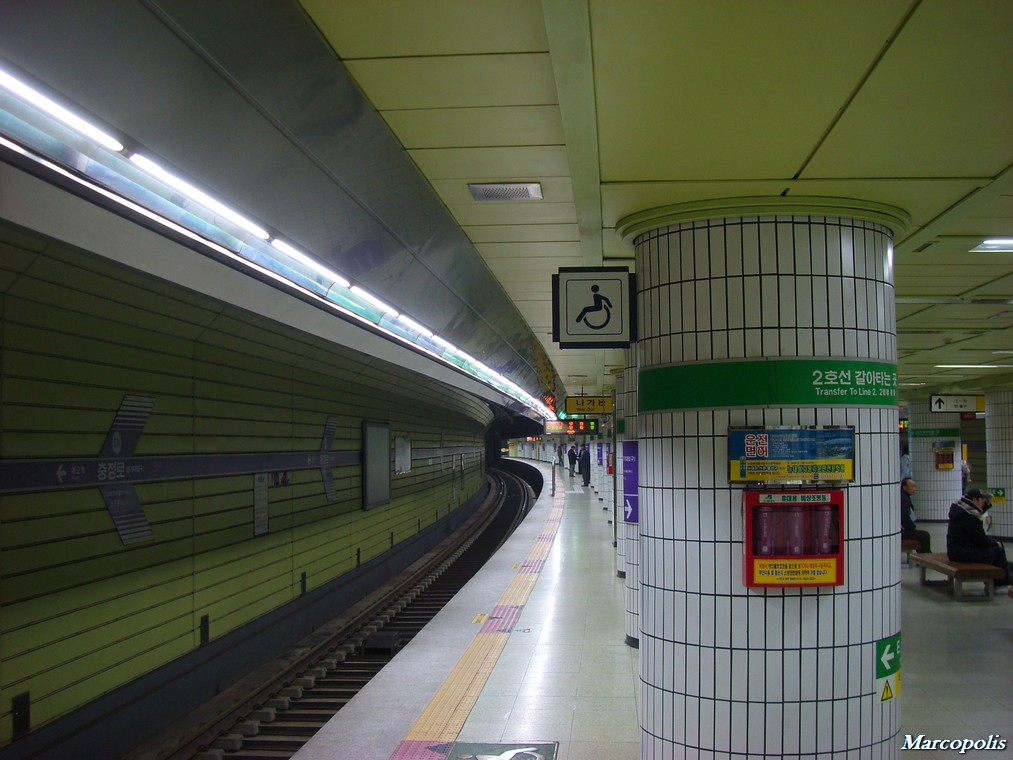
Ga Chungjeongno 6